# Зориківська сільська рада
| Зориківська сільська рада — колишній орган місцевого самоврядування у Міловському районі Луганської області з адміністративним центром у с. Зориківка. Водоймища на території, підпорядкованій даній раді: річка Комишна. Сільській раді були підпорядковані населені пункти: - с. Зориківка - с. Півнівка |

## Склад ради
Рада складалася з 16 депутатів та голови.

### Керівний склад ради
| ПІБ                        | Основні відомості                                                         | Дата обрання | Дата звільнення |
| -------------------------- | ------------------------------------------------------------------------- | ------------ | --------------- |
| Жихарєв Володимир Іванович | Сільський голова, 1965 року народження, освіта, член Партії регіонів      | 26.03.2006   | 31.10.2010      |
| Жихарєв Володимир Іванович | Сільський голова, 1965 року народження, освіта вища, член Партії регіонів | 31.10.2010   |                 |

Примітка: таблиця складена за даними джерела